# Henniez (eau)
Pour les articles homonymes, voir Henniez.
Henniez (SIX : HIZN) est une marque d'eau minérale produite dans la commune d'Henniez, dans le canton de Vaud, en Suisse.

## Source
La source Henniez jaillit sur un versant de la vallée de la Broye. 

## Historique
La source Henniez a été découverte par les Romains.
En 1905, la première installation d’embouteillage est mise en service par la Société des bains et eaux d’Henniez. L’eau minérale est produite sous le nom d’Henniez lithinée.
En 1913, l'entreprise devient une société anonyme (SA).
En 1916, Henri Pahud prend la direction d’HENNIEZ Lithinée SA. Sous sa direction, l’eau minérale HENNIEZ remporte quatre médailles d’or aux expositions nationales de Berne, de Bruxelles, de Rome et de Paris.
En 1928, Henri Pahud signe avec les sources minérales Eglisau un contrat de partenariat qui ouvre les portes de la Suisse alémanique et du Tessin à l’eau minérale Henniez qui devient alors la première marque d’eau minérale distribuée dans toute la Suisse.
En 1930, un vétérinaire et homme d’affaires local achète une source voisine et fonde la société Henniez santé. Cet événement déclenche une bataille juridique acharnée entre les deux sociétés qui occupera les avocats vaudois pendant des décennies. 
En 1948 Edgar Rouge, introduit dans les affaires par son oncle Henri Pahud, entre dans l’entreprise familiale. Il s’intéresse particulièrement aux nouvelles techniques de production qui permettent à l’entreprise de satisfaire une demande en hausse fulgurante. 
En 1964, Henri Pahud remet la direction de l’entreprise à son neveu Edgar Rouge 
En 1978, Henniez lithinée achète Henniez santé et crée les Sources minérales d’Henniez SA. L’entreprise est dirigée par la famille Rouge. 
En 1984, Henniez est la première marque d’eau à commercialiser des bouteilles en plastique sur le marché suisse.  
En 2000 Nicolas et Pascal Rouge se voient remettre la direction de l entreprise  
En 2005 Henniez fête son 100e anniversaire.  
En 2008 Henniez intègre Nestlé Waters à la suite du rachat des Sources Minérales HENNIEZ par le groupe Nestlé. 

## Marques
De 1938 à 1979, l'entreprise possède la marque de limonade Romanette produite à Romanel-sur-Lausanne, dont elle tire son nom. La production cesse en 1990 mais reprend en 2014. L’entreprise produit également la marque Cristalp, ainsi que 7UP[réf. nécessaire].
Henniez procède à l’embouteillage pour la Suisse des marques Granini, Hohes C, Vichy Célestins, Pepsi Cola et Belté Ice Tea[réf. nécessaire].

## Chiffres
En 2006, Henniez occupe 301 collaborateurs et son chiffre d’affaires consolidé s’élève à 152,1 millions de francs suisses pour un volume de 176,6 millions de litres d'eau minérale, de jus de fruits et de sodas[réf. nécessaire].
La marque est le leader en Suisse avec 17 % des parts du marché des eaux minérales[réf. nécessaire].